# Faxina

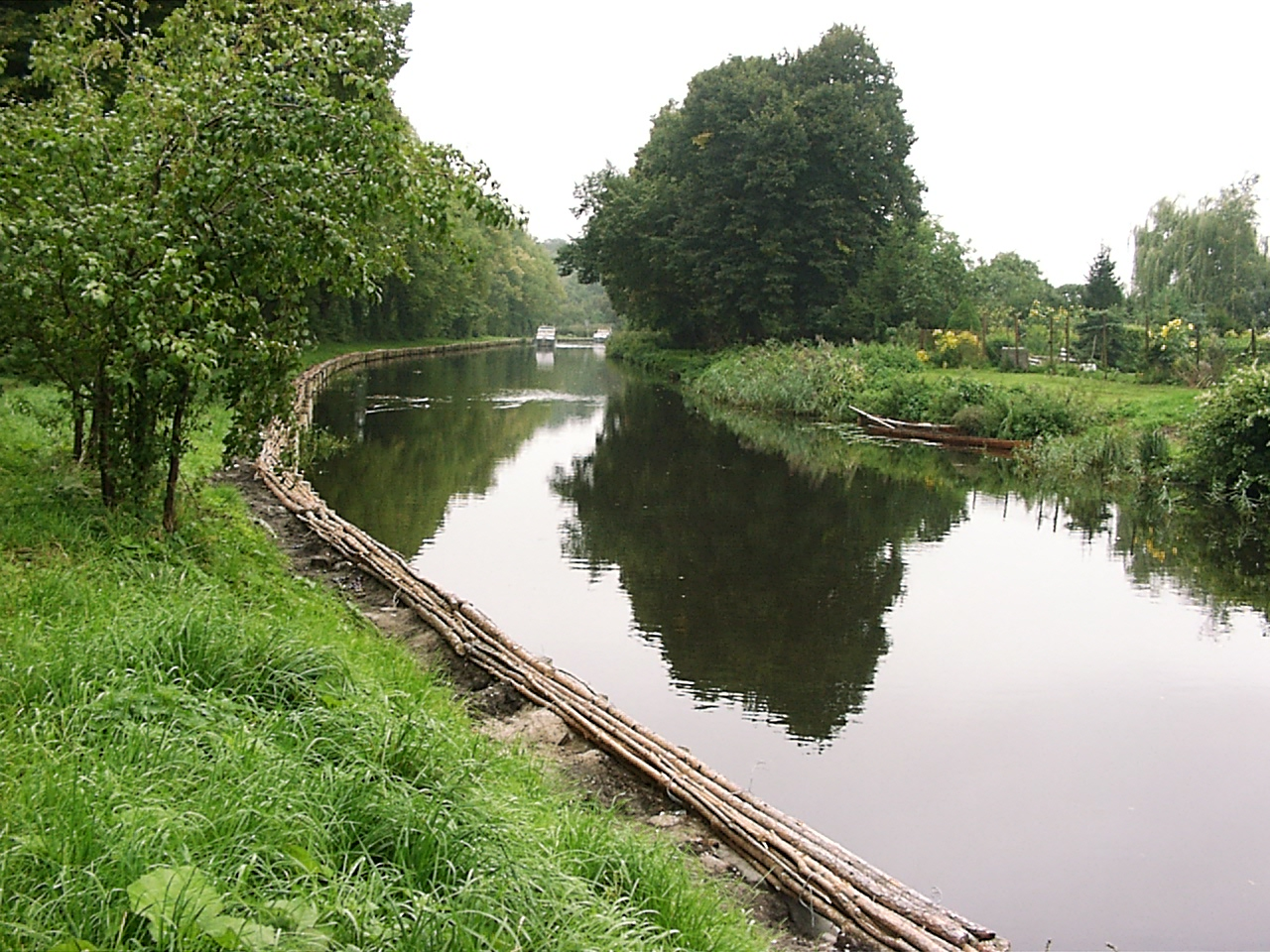
Canal Templin em Templin, Alemanha. A margem do rio foi reforçada com faxinas.

Uma faxina é um feixe áspero de mato ou outro material usado para fortalecer uma estrutura de terra ou para fazer um caminho em terreno irregular ou húmido. Os usos típicos são proteger as margens dos riachos da erosão (um colchão de faxina), cobrir pântanos ou proporcionar melhoramento do solo de maneira semelhante à dos geotêxteis modernos.
Na guerra, elas têm sido frequentemente usados para ajudar os exércitos – nos tempos modernos, especialmente tanques e outros veículos – a atravessar trincheiras, vales, pântanos, terrenos lamacentos ou irregulares, etc.

## Uso militar antigo

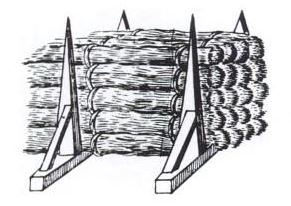
Dois chandeliers empilhados com faxinas.

As pontes de faxina são uma característica regularmente atestada da engenharia militar romana e teriam sido difundidas no mundo antigo devido à sua utilidade e facilidade de construção. Durante o Cerco de Alésia, os gauleses tentaram repetidamente repelir os invasores romanos, enchendo as suas trincheiras com faxinas e cobrindo as suas armadilhas, para apoiar o seu contra-ataque.
Em terrenos montanhosos como a Síria, também poderiam ser usados para atravessar obstáculos naturais. Na Batalha de Zela, as legiões de César trabalharam durante a noite preenchendo vales inteiros com "uma grande quantidade de faxinas" para ganhar rapidamente uma posição vantajosa sobre o exército de Farnaces II, removendo-os posteriormente para proteger o seu próprio acampamento.
A Batalha de Narva em 1700 foi uma batalha crucial na Grande Guerra do Norte entre Carlos XII da Suécia e Pedro, o Grande, perto do que hoje é a fronteira entre a Estónia e a Rússia. Protegidos pelo rio Narva, a leste, ao redor da cidade, o exército russo cavou uma trincheira com quase dois metros de largura, em frente a um muro de terra com quase três metros de altura. Os defensores tinham 140 canhões montados ao redor das muralhas, superavam em número o exausto exército sueco de quatro para um e uma nevasca acabara de estourar. Mesmo assim, Carlos avançou: "Lançando as suas faxinas na vala, os suecos enxamearam em cima deles. Agitando espadas e baionetas, eles escalaram a terraplanagem e atiraram-se sobre o inimigo. Em quinze minutos, uma feroz batalha corpo a corpo estava a acontecer dentro das construções."
Cem anos depois, durante as Guerras Napoleónicas, as fascines ainda eram usadas regularmente – podões, usados para cortar galhos e mudas, eram de uso padrão para fuzileiros – mas parece ter sido usados defensivamente e não para cruzar trincheiras. Em 1806-7, o general francês Vandamme sitiou Breslau com a ajuda do seu engenheiro, coronel Blein. Ao cruzar as trincheiras inimigas, Blein usou barcos, cavaletes e escadas cobertas com tábuas para cruzar as trincheiras inimigas. – quando o seu relato menciona faxinas, é junto com gabiões como elemento defensivo.

## Guerras mundiais

Tanques britânicos Mark V carregando berços de faxina, 1918.

Os tanques da Primeira Guerra Mundial, nomeadamente o britânico Mark IV, iniciaram a prática de transportar faxinas no telhado, para serem implantados para preencher trincheiras que de outra forma seriam um obstáculo para o tanque.

## Galeria

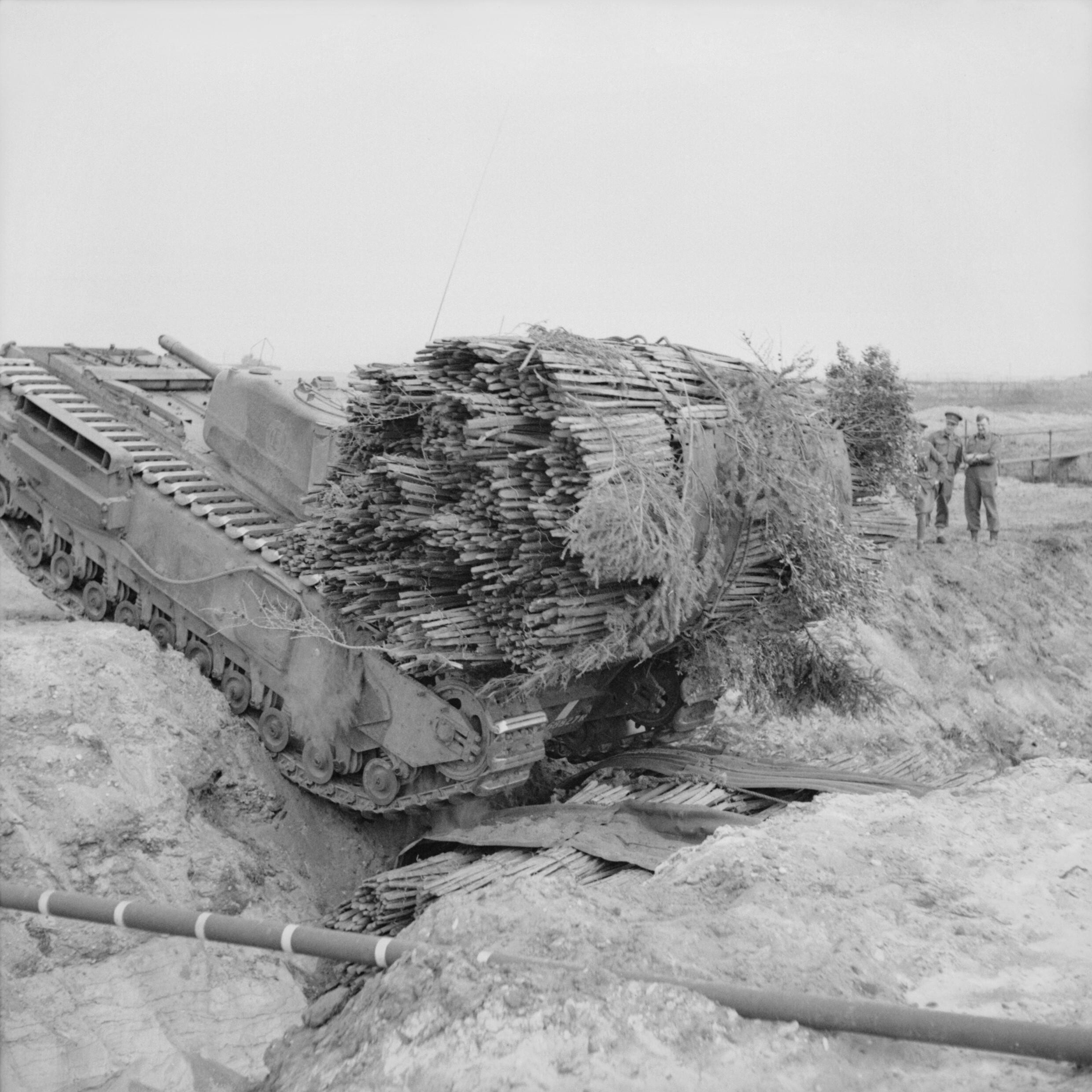
Um tanque Churchill, carregando uma faxina, atravessa uma vala usando uma faxina já implantada, 1943.
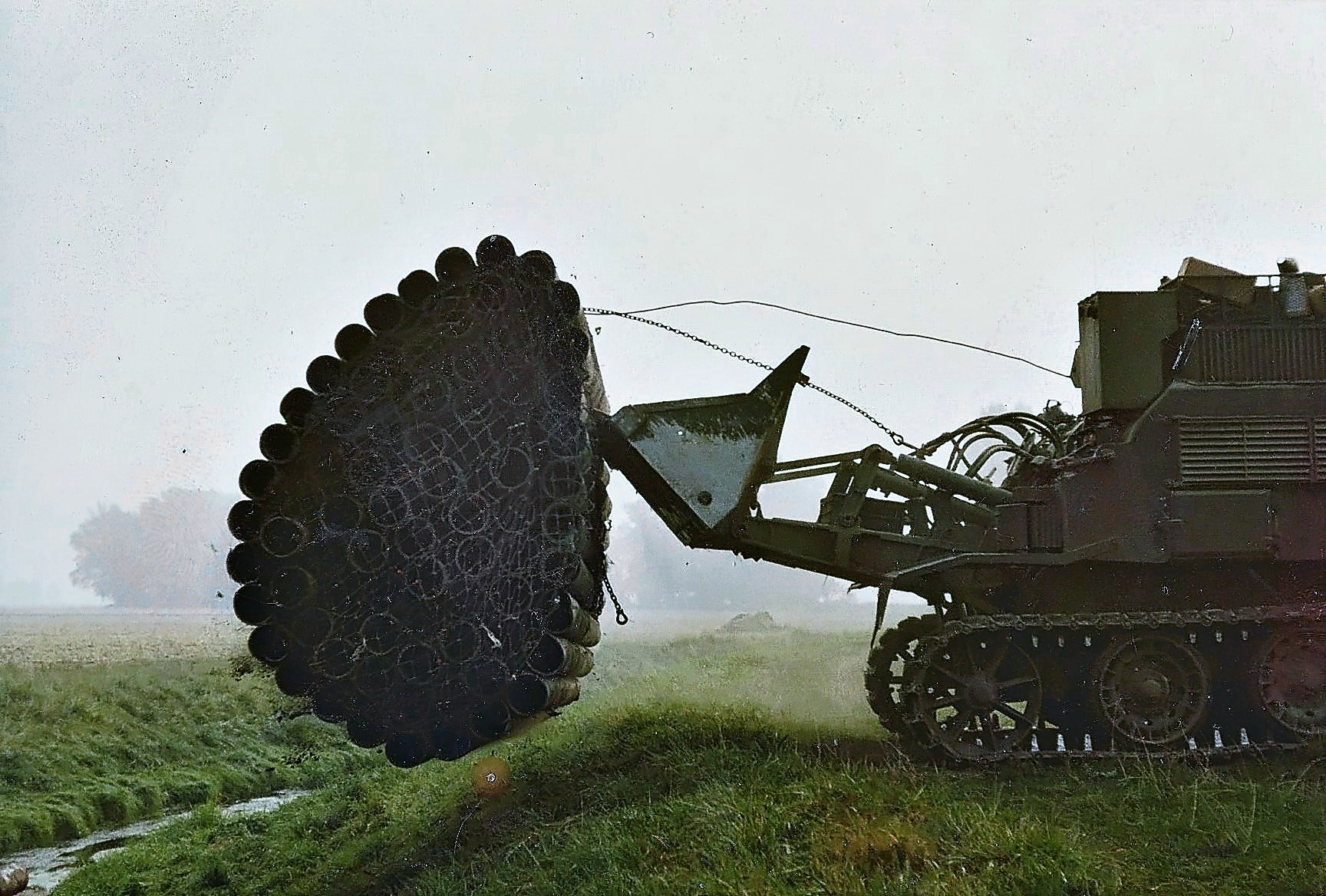
Lançamento do Trator Engenheiro de Combate